# Honoré Barthélémy
Honoré Barthélémy (Paris, 25 de setembro de 1891 - Paris, 12 de maio de 1964) foi um ciclista profissional da França.

## Participações no Tour de France
É vencedor de 5 etapas da competição.
- 1919 : 5º colocado na classificação geral, vencedor de quatro etapas
- 1920 : 8º colocado na classificação geral
- 1921 : 3º colocado na classificação geral, vencedor de uma etapa